# Liederen over leven en dood
Liederen over leven en dood is een liederencyclus annex requiem van de componist Aulis Sallinen. De componist begon in juni 1993 aan het werk, dat hij in eerste instantie wilde baseren op de teksten, die Leonid Bajsmakov had gebruikt voor zijn Requiem. Deze teksten waren afkomstig van Lassi Nummi maar hadden voor Sallinen een te negatieve lading. Gedurende de totstandkoming van deze liederen, die ook deels in de Provence plaatsvond, kreeg Sallinen een aantal nieuwe teksten van Nummi en de compositie kreeg langzaam haar gestalte. Na veel probeerwerk leidde het in maart 1994 tot een volledig requiem, zonder dat daarvoor de klassieke indeling werd gebruikt. Om het geheel niet te somber te laten worden is het motto: Live a full life; when the stars come ever nearer, en de onafscheidelijkheid van leven en dood. De muziek klinkt voor Sallinens doen klassiek met nauwelijks enige dissonanten. Vrolijkheid treft men in dit werk niet aan, ook al gaat het deels over het leven zelf. De Finse volksaard is wat aan de sombere kant en dat is hier ook terug te vinden.
Het werk voor solist, koor en orkest kreeg haar eerste uitvoering in Helsinki op 18 januari 1995 in de samenstelling die het een paars dagen later opnam voor Ondine

## Muziek
- Als vloed, mijn levensdagen (Kuin tulvavesi elämäni päivät)
- We dwalen hier rond (Me vaellamme täällä)
- Ik, nog ongeboren (Minä, syntymätön)
- Tuba mirum
- Ik kan denken dat je vertrekt (Voin ajatella sinin lähteneen)
- Dies Irae
- Terwijl je nog steeds op deze kust bent (Kun vielä olet tällä rannalla)
- Leef het leven voluit (Elää täyttä elämää)

### Orkestratie
- bariton
- koor
- 2 dwarsfluiten waarvan 1 piccolo, 2 hobo’s, 2 klarineten, 2 fagotten waarvan 1 contrafagot
- 4 hoorns, 3 trompetten, 2 trombones, 1 tuba
- pauken, 2 man/vrouw percussie, 1 harpen, celesta
- violen, altviolen, celli, contrabassen

## Discografie
- Uitgave Ondine: Jorma Hynninen, Opera Festival koor, Filharmonisch Orkest van Helsinki onder leiding van Okko Kamu, opname januari 1995